# Pudor

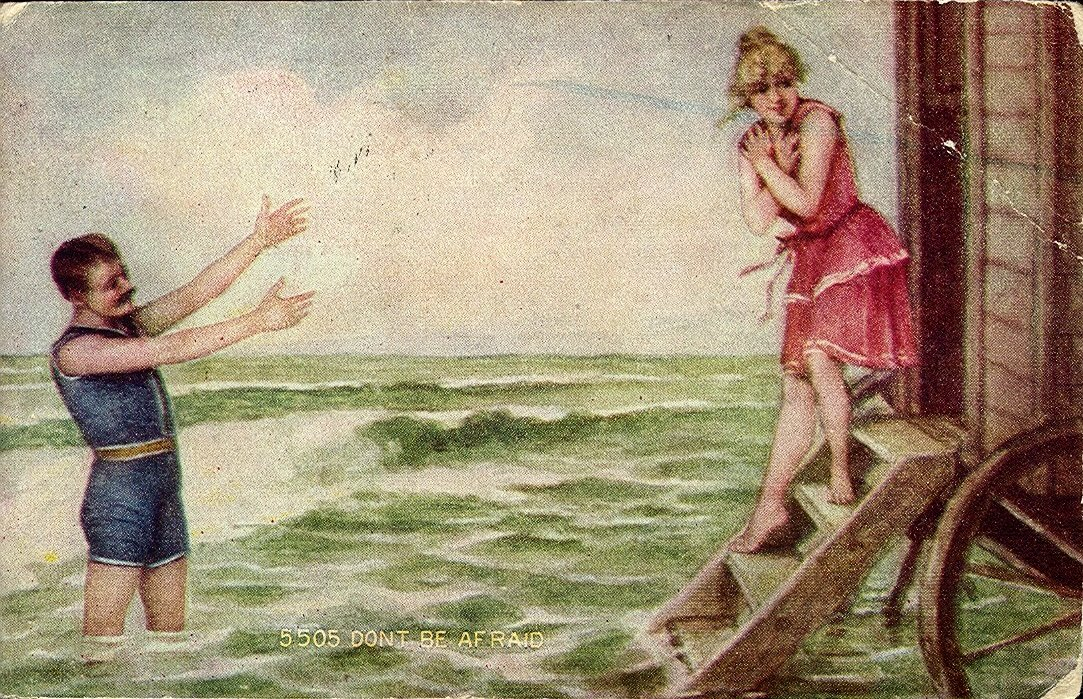
Postal estadounidense donde muestra una mujer en traje de baño con venguenza mientras el hombre le indica "no tengas miedo", c. 1912.

Pudor (del latín pudor, -ōris), es un concepto que el Diccionario de la lengua española define como sinónimo de «honestidad», «modestia», «decencia» y «recato». Puede también interpretarse como la vergüenza a la hora de exhibir el propio cuerpo desnudo o de tratar temas relacionados con el sexo, o el sentimiento que mueve a ocultar o evitar hablar con otras personas sobre ciertos sentimientos, pensamientos o actos que se consideran íntimos.

## Diferentes interpretaciones
Para Aristóteles y Tomás de Aquino, el pudor no sería exactamente una virtud, sino más bien un sentimiento o una exaltación del ánimo, inherente a cierto tipo de expresiones. Cuando falta se hablaría de desvergüenza.
Otra manera de encarar la cuestión es la que formulan los filósofos personalistas. Estos sostienen que es propio del individuo ser pudoroso, como una defensa de la intimidad.
Según otros estudiosos del tema, el pudor es una preocupación injustificada, de la que conviene liberarse cuanto antes. Se subraya su índole convencional, supeditada a las distintas culturas, por lo que no se puede decir exactamente qué es en sí mismo:

Si hiciéramos la experiencia de reunir a cuatro mujeres desnudas en una habitación —una árabe, una china, una occidental y una yanomami— y dejáramos entrar sorpresivamente a un hombre, la mujer árabe cubriría su rostro, la china acaso se taparía los pies, la occidental inclinaría los brazos para cubrirse los senos y el pubis y la yanomami seguiría haciendo sus cosas como si nada. El experimento no solo mostraría que el pudor no es un valor universal, sino que las comunidades que cultivan algún tipo de recato no siempre ocultan las mismas partes ante los ojos de la mayoría de sus habitantes.

 Otros autores entienden que la pudor fue el elemento clave para la creación del concepto de infancia o niñez y que es necesaria para la correcta educación de los menores. Quintiliano, pedagogo romano y maestro de oratoria (desde la niñez), afirmaba que era necesario proteger a los menores de obscenidades y otros temas de ámbito sexual:
Nos regocijamos si dicen alguna desvergüenza, y palabras que ni siquiera toleraríamos en boca de un paje alejandrino son recibidas con risas y un beso. [...] nos oyen emplear esas palabras, ven a nuestras amantes y a nuestros validos; todas las cenas están plagadas de canciones obscenas y ante sus ojos se ofrecen escenas de las que nos ruborizaría hablar. 

## Preceptos bíblicos
No descubrirás la desnudez de tu padre ni la desnudez de tu madre. Se trata de tu madre, así que no descubrirás su desnudez.

No descubrirás la desnudez de la mujer de tu padre. Se trata de la desnudez de tu padre.
No descubrirás la desnudez de tu hermana, hija de tu padre o hija de tu madre, nacida en tu casa o fuera de tu casa.
No descubrirás la desnudez de la hija de tu hijo, o de la hija de tu hija. Es tu propia desnudez.
No descubrirás la desnudez de la hija de la mujer de tu padre. Ha sido engendrada por tu padre, y es tu hermana.
No descubrirás la desnudez de la hermana de tu padre. Se trata de la familia de tu padre.
No descubrirás la desnudez de la hermana de tu madre. Se trata de la familia de tu madre.
No descubrirás la desnudez del hermano de tu padre.
No te acostarás con la mujer del hermano de tu padre. Se trata de la mujer del hermano de tu padre.
No descubrirás la desnudez de tu nuera. Se trata de la mujer de tu hijo, así que no descubrirás su desnudez.
No descubrirás la desnudez de la mujer de tu hermano. Se trata de la desnudez de tu hermano.
No descubrirás la desnudez de una mujer y de su hija.
No descubrirás la desnudez de la hija de su hijo, ni de la hija de su hija. Eso es un acto perverso, pues se trata de parientas cercanas.
No descubrirás la desnudez de la hermana de tu mujer, mientras esta viva, pues la harías su rival.

No descubrirás la desnudez de ninguna mujer durante sus días de impureza menstrual.

Lv. 18:7-19.

## Implicaciones literarias
Al menos desde el siglo XV, los genitales, tanto masculinos como femeninos, han venido siendo conocidos como «vergüenzas»:

Una mujer cortó las vergüenzas de su hombre porque supo que con otra se había echado.

Un día tomó su vergüenza en la mano y se la cortó con una navaja.

Arcipreste de Talavera, El Corbacho, 1438.

Las mujeres dieron de mamar a sus hijos y se lavaron las vergüenzas.

Francisco García Pavón, El reinado de Witiza, 1968.

## El pudor en la actualidad

### España
De la encuesta realizada al respecto por la novelista Lourdes Ventura (2006), se desprenden los siguientes datos:
- El 38,8% de las españolas ha hecho alguna vez toples. Este porcentaje se eleva hasta el 51,2% de las jóvenes y el 54,7% de las mujeres en torno a los 44 años.
- El 40,8% de las mujeres y el 58,7% de los hombres se sienten «cómodos» en una playa nudista.
- El 87,8% de los 500 españoles entrevistados no sienten ningún tipo de inhibición a la hora de estar desnudos con su pareja.
- Al 61,5% de las mujeres y el 79,7% de los hombres no les importa tener que desprenderse de la ropa delante de un médico.
- El 67,7% de las mujeres y el 82% de los hombres no sienten pudor por el hecho de desnudarse ante personas del mismo sexo.[8]